# Sint Annahof of Joostenpoort
Het Sint Annahof of Joostenpoort is een hofje aan de Zegersteeg in de binnenstad van de Nederlandse stad Leiden. Het hofje heeft ook een (fraaiere) poort aan het eind van de Doelengracht, die daar aangeduid wordt als de 5e Binnenvestgracht.
Het hofje werd gesticht in 1503 door Joost Hendricksz. van der Strijpen van Duivelandt ten behoeve van dertien weduwen of maagden, ouder dan 40 en van onbesproken gedrag. Als stichters worden ook wel genoemd Geertruit Joost Hendriksweduwe en haar kinderen Hendrik en Wiggers Joostzonen, die de stichting van het hofje formeel vastlegden, maar zij deden dat vanwege de mondelinge wilsbeschikking van hun man en vader.
Sinds 15 december 1987 is het hofje aangewezen als gemeentelijk monument.
Barend van Namenhof ·
Bethaniënhof ·
Bethlehemshof ·
Brouchovenhof ·
Cathrijn Jacobsdochterhof ·
Cathrijn Maartensdochterhof ·
Coninckshof ·
Eva van Hoogeveenshof ·
François Houttijnshof ·
Groeneveldstichting ·
Groot Sionshof ·
Heiligen Geest- of Cornelis Spronghof ·
Jan de Laterehof ·
Jan Pesijnhof ·
Jean Michelhof ·
Jeruzalemhof ·
Joost Frans van de Lindenhof ·
Juffrouw Maashof ·
Justus Carelhuis ·
Klein Sionshof ·
Meermansburg ·
Mierennesthof ·
Pieter Gerritz. van der Speckhof ·
Pieter Loridanshof ·
Samuel de Zeehof ·
Schachtenhof ·
Sint Anna Aalmoeshuis ·
Sint Annahof of Joostenpoort ·
Sint Elisabethgasthuishof ·
Sint Jacobs- of Crayenboschhof ·
Sint Janshof ·
Sint Salvatorhof ·
Sint Stevenshof ·
Tevelingshof ·
Van Assendelftshof